# Tomas Northug
Tomas Northug, né le 10 mai 1990, est un fondeur norvégien. Il est le frère cadet de Petter Northug, fondeur champion olympique en 2010. Sa spécialité est le sprint.

## Biographie
Tomas Northug participe à ses premières compétitions de la FIS durant l'hiver 2006-2007. Sa première sélection en équipe nationale a lieu en 2009 aux Championnats du monde junior où il remporte une médaille de bronze en relais. Lors de l'édition 2010 de cette compétition, il s'octroye la médaille d'or sur le sprint libre et le relais en compagnie de Didrik Tønseth, Pål Golberg et Finn Hågen Krogh. Quelques semaines plus tard, il fait ses débuts en Coupe du monde à Drammen (30e du sprint). En 2013, il s'adjuge le classement général de la Coupe de Scandinavie, succès qui lui permet de participer régulièrement aux épreuves de Coupe du monde l'hiver suivant durant lequel il obtient son premier top 10 (10e à Asiago). En décembre 2014, il atteint sa première finale de sprint en Coupe du monde à Davos, en style libre. Il en prend la sixième place finale. Un mois plus tard, il enlève son premier succès en carrière (aussi son premier podium) à l'occasion du sprint classique d'Otepää grâce notamment à un choix de fart qui lui a permis de prendre une avance importante dans une montée. Sélectionné ensuite pour ses premiers Championnats du monde à Falun, il atteint la finale du sprint classique où il se classe sixième et son frère Petter décroche un nouveau titre. Le 13 mai 2017, il annonce la fin de sa carrière à la télévision norvégienne NRK.

## Palmarès

### Championnats du monde
| Épreuve / Édition   | Sprint                           | Sprint    | 15 km | 15 km                            | Poursuite 2 × 15 km | 50 km | Relais | Relais    |
| Épreuve / Édition   | libre                            | classique | libre | classique                        | Poursuite 2 × 15 km | 50 km | Sprint | 4 × 10 km |
| Mondiaux 2015 Falun | Épreuve inexistante à cette date | 6e        | —     | Épreuve inexistante à cette date | —                   | —     | —      | —         |

Légende :
- : première place, médaille d'or
- : deuxième place, médaille d'argent
- : troisième place, médaille de bronze
- : pas d'épreuve
- — : Non disputée par Tomas Northug.

### Coupe du monde
- Meilleur classement général : 31e en 2015.
- 1 podium en épreuves individuelles : 1 victoire.

 Dernière mise à jour le 17 janvier 2015 

#### Détail des victoires
| Épreuve / Édition | Sprint | Sprint    | 15 km | 15 km     | Poursuite 2 × 10 km | 30 km libre | 30 km libre | 50 km libre | Tour de ski ou Finales ou Nordic Opening |
| Épreuve / Édition | libre  | classique | libre | classique | Poursuite 2 × 10 km | libre       | classique   | 50 km libre | Tour de ski ou Finales ou Nordic Opening |
| 2014-2015         |        | Otepää    |       |           |                     |             |             |             |                                          |

### Championnat du monde junior
| Épreuve / Édition          | sprint libre  | sprint classique | 10 km classique | 10 km libre | Poursuite 2 × 10km | Relais             |
| -------------------------- | ------------- | ---------------- | --------------- | ----------- | ------------------ | ------------------ |
| Mondiaux 2009 Praz de Lys  |               | 9e               | 10e             |             | 13e                | Médaille de bronze |
| Mondiaux 2010 Hinterzarten | Médaille d'or |                  |                 | 11e         | 15e                | Médaille d'or      |